# Džebel Ahdar
Džebel Ahdar (arabsko ٱلْجَبَل ٱلْأَخْضَر, latinizirano: Al-Jabal Al-Akhḍar, dob. 'Zelena gora'), je del gorovja Hadžar v governoratu Dahilija v Omanu. Dviga se do višine 2980 m in obsega planoto Saiq na 2000 m nadmorske višine. Džebel Ahdar je znan po labirintu vadijev in terasastih sadovnjakov, kjer zaradi blage sredozemske klime v izobilju rastejo granatna jabolka (Punica granatum), marelice (Prunus armeniaca) in vrtnice.

## Opis
Ta pretežno apnenčasta gora je ena najvišjih točk v Omanu in vzhodni Arabiji. Džebel Ahdar leži v osrednjem delu gorovja Hadžar, ki je približno 150 km od Maskata in je dostopen samo s štirikolesnim pogonom. Območje je večinoma puščavsko, vendar na višjih nadmorskih višinah prejme okoli 300 mm padavin letno - dovolj vlažno, da omogoča rast grmovja in dreves ter podpira kmetijstvo. Od tod tudi pridevnik »zeleno« v imenu.
Tu stoji stara utrdba Bait al Redidah na celinski strani gore, v naselju Birkat al-Mavz, s postavitvijo, podobno bližnji trdnjavi Džabrin (arabsko جبرين).
Birkat al-Mavz, ki stoji čez zevajoče ustje velikega prelaza v gore, je bila ena od trdnjav plemena Bani Rijam, ki je nadzorovalo osrčje gora. Trdnjava iz blatne opeke in njeni poslikani stropi, ki je bila do nedavnega v ruševinah, je zdaj na dobri poti obnove. — Aramco World.
Območje je približno 45 minut vožnje od Nizve in je znano po tradicionalnem pridobivanju rožne vode in kmetijskih proizvodih, vključno z granatnimi jabolki, orehi, marelicami, črnim grozdjem in breskvami. To je tudi mesto vzreje medonosnih čebel za večji del Omana. Kmetijska proizvodnja je izboljšana z uporabo namakalnih kanalov falaj in z njimi povezanih terasnih sistemov, ki so jih zasnovali lokalni kmetje, ki na tej gori živijo že stotine let. Al Sogara je zgodovinska vas, vklesana v gorsko pobočje. Džebel Akhdar je večinoma naseljena s starim arabskim plemenom Bani Rijam (al Rijami). Večina potomcev plemena je zdaj v štirih bližnjih vaseh, vključno z Nizvo, Izki in Ibro.

## Ekologija
Džebel Ahkdar je v ekoregiji Gorski gozdovi Hadžar, to je Travišča, savana in makija zmernega pasu. Rastlinske združbe na gori se razlikujejo glede na nadmorsko višino.
Grmišča in suha travišča najdemo od 450 do 1300 metrov nadmorske višine. Trave in grmovnice so prilagojene na sušne razmere, med njimi je veliko sušnih listavcev in sukulentnih rastlin. Tipični grmi so Convolvulus acanthocladus, Euphorbia larica, Grewia tenax subsp, Salsola, Jaubertia aucheri, kaprovka Maerua crassifolia, Moringa peregrina in Pseudogaillonia hymenostephana.
Polzimzeleni gozdovi sklerofilnih dreves so med 1350 in 2350 metri nadmorske višine. Pogosta drevesa in grmi so Sideroxylon mascatense, širokolistni hmelj Dodonaea viscosa, oljka (Olea europaea), Ebenus stellatus, Grewia villosa, brin Juniperus seravschanica, mirta Myrtus communis in Sageretia spiciflora.
Nad 2300 metri nadmorske višine prevladujejo odprti gozdovi brina (Juniperus seravschanica), z grmičevjem Cotoneaster nummularius, volčinovka Daphne mucronata, Ephedra pachyclada, Euryops arabicus, Loniceraaucheri, Periploca aphylla in Sageretia spiciflora.

## Zgodovina
Med letoma 1954 in 1959 je območje postalo prizorišče vojne Džebel Ahdar, spopada med omanskimi silami, zvestimi omanskemu sultanu (ki so jim pomagali britanski vojaki, vključno s posebno letalsko službo), in uporniškimi silami celinskega Imamata Oman, ki jih je podpirala Savdova Arabija.
Avgusta 2011 je sultan Qabus razglasil Džebel Ahdar za naravni rezervat v želji po ohranitvi njegove edinstvene, a krhke biotske raznovrstnosti. Odlok, ki ga je izdal sultan Qabus, je ustanovil »zavetišče naravne krajine Džebel Ahdar«. Minister za okolje in podnebje ima pooblastilo za pripravo smernic, ki urejajo dostop in razvojno dejavnost v rezervatu.
Od leta 2011 je gora glavni vzpon na cestni kolesarski dirki Tour of Oman.
Na tem območju je bilo odkritih in raziskanih več pomembnih najdišč skalne umetnosti s figurami izpred 6000 let.